# San Demetrio Corone
San Demetrio Corone község (comune) Olaszország Calabria régiójában, Cosenza megyében.

## Fekvése
A megye központi részén fekszik. Határai: Acri, Corigliano Calabro, San Cosmo Albanese, Vaccarizzo Albanese, Santa Sofia d’Epiro, Tarsia és Terranova da Sibari.

## Története
A települést a 16. században alapították Calabriában megtelepedő albánok, akiket a törökök űztek el országukból.

## Népessége
A népesség számának alakulása:

## Főbb látnivalói
- Sant’Adriano-templom
- San Demetrio Megalomartire-templom